# Pałac w Nieznanicach
Pałac w Nieznanicach – pałac znajdujący się w Nieznanicach, w powiecie częstochowskim. Został wybudowany w 1917 roku.

## Historia
Jego właścicielem (według źródeł o majątku ziemskim w Nieznanicach) był w 1811 roku Marceli Gogolewski. W 1843 roku sprzedał on majątek niejakiemu Norbertowi Kończykowskiemu. Ten wskutek złego gospodarowania, w ciągu kilku miesięcy zadłużył swoje dobra, dlatego w dniu 22 listopada 1846 roku doszło do licytacji, w wyniku której właścicielem został Sylwester Dembiński. Po nim z kolei dobra odziedziczyli jego synowie Edward, Teodor i Eustachiusz Dembińscy. Ci jednak również nie potrafili skutecznie zarządzać majątkiem, gdyż w 1876 roku ponownie doszło do licytacji publicznej, w wyniku której właścicielką majątku stała się Maria Siekierska. Ona to odsprzedała go w 1878 roku Polakowi niemieckiego pochodzenia Leonowi Wünsche. Po nim pieczę nad majątkiem sprawował jego syn Aureliusz Wünsche. W 1918 roku wybudował on swoją nową siedzibę. W latach 1928–43 majątek Wünsche został rozparcelowany. W 1945 roku właścicielami majątku nieznanickiego zostali spadkobiercy. W roku 1946 w wyniku reformy rolnej majątek ten przejął Skarb Państwa. W tym samym roku utworzona została firma pod nazwą Stacja Hodowli Roślin. Pałac wraz z parkiem pozostał w Zasobie Agencji Własności Rolnej Skarbu Państwa. W 1995 roku ogłoszony został przetarg odnośnie do sprzedaży, w wyniku którego ziemie trafiły do Jerzego Ostrowskiego – przedstawiciela firmy TOLEX. Pałac miał służyć jako rezydencja mieszkalna. Jednakże w końcu kwietnia 1997 roku rezydencja została sprzedana kolejnym właścicielom. Obecnie jest w posiadaniu Elżbiety Lubert i Gerarda Weydmanna, którzy otworzyli tam restaurację wraz z hotelem. Obiekt jest częścią zespołu pałacowego, w skład którego wchodzi jeszcze park.
Pałacowa restauracja była bohaterem 12 odcinka V serii programu telewizyjnego Kuchenne Rewolucje. Odcinek wyemitowano 17 maja 2012 roku.

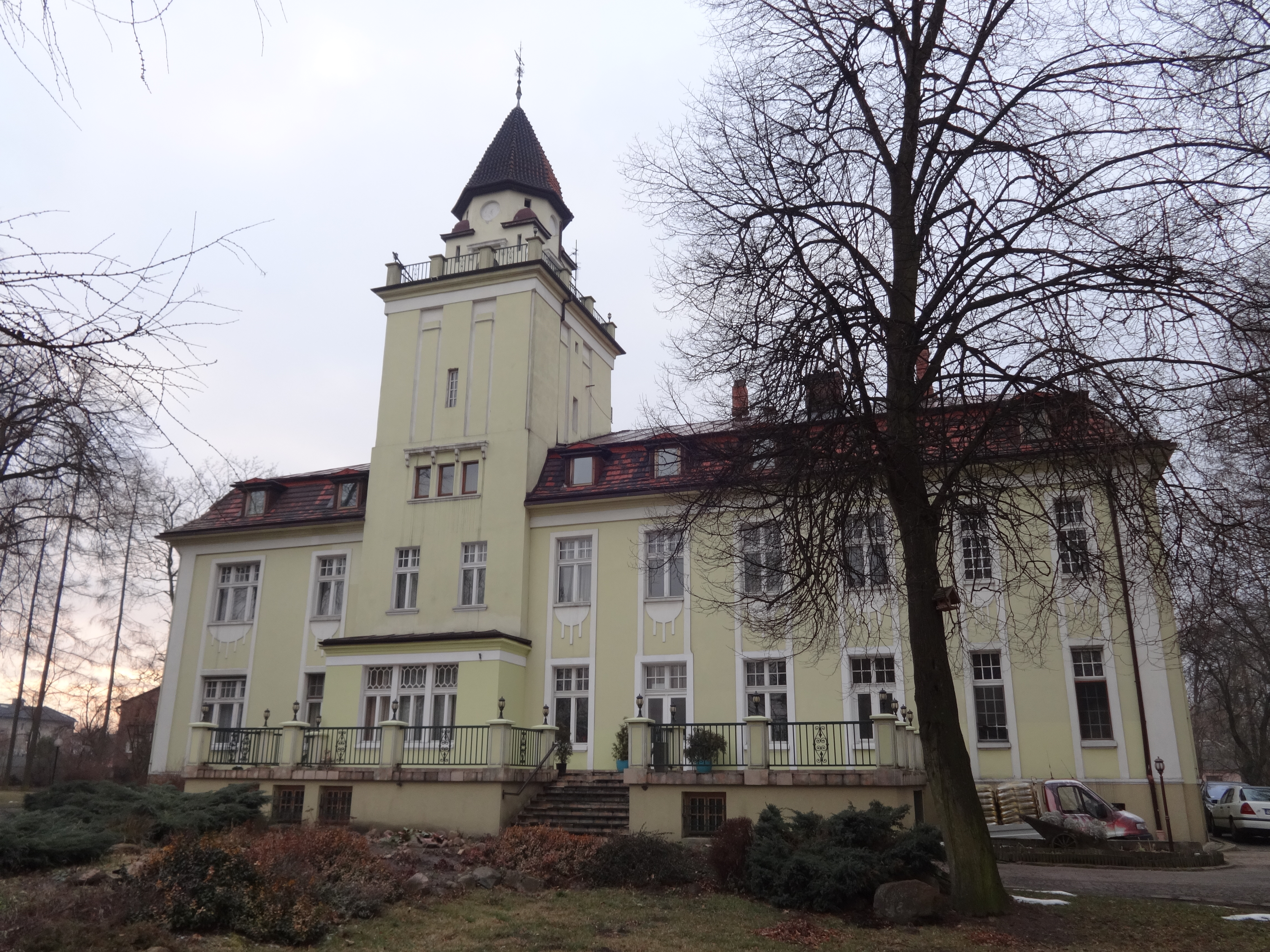
Pałac od strony parku